# 條紋鯪脂鯉
條紋鯪脂鯉（学名：Prochilodus lineatus）為輻鰭魚綱脂鯉目脂鯉亞目鯪脂鯉科的其中一個種，分布於南美洲巴拉圭河及巴拉那河流域，體長可達80公分，棲息在河川底中層水域，生活習性不明，可作為食用魚、觀賞魚及養殖魚。
其种加词“Lineatus”意为“线形的”。